# Microtus bavaricus
Баварска волухарица (Microtus bavaricus) је сисар из реда глодара и породице хрчкова (лат. Cricetidae).

## Распрострањење
Аустрија је једино познато природно станиште врсте.

## Станиште
Врста Microtus bavaricus има станиште на копну.

## Угроженост
Ова врста је крајње угрожена и у великој опасности од изумирања.

### Популациони тренд
Популација ове врсте се смањује, судећи по расположивим подацима.